# Jan Sterling
Jan Sterling, ursprungligen Jane Sterling Adriance, född 3 april 1921 i New York, New York, död 26 mars 2004 i Woodland Hills, Kalifornien, var en amerikansk skådespelare.

## Biografi
Jan Sterlings familj tillhörde societeten. Hon fick scenutbildning vid Fay Compton's School i England och gjorde Broadwaydebut 1938. Hon filmdebuterade 1948. Bland hennes mest kända filmer märks Mellan himmel och hav från 1954. Rollen i filmen förärade henne en Golden Globe i kategorin "bästa kvinnliga biroll".
Sterling har en stjärna på Hollywood Walk of Fame för sina insatser inom film.

## Filmografi (urval)
- 1948 – Våld i mörker
- 1950 – Kvinnor i fängelse
- 1950 – Möte med faran
- 1950 – Union Station
- 1951 – Sensationen för dagen
- 1951 – Aj, som katten!
- 1951 – Parningstid
- 1952 – Hårda nävar
- 1954 – Mellan himmel och hav
- 1955 – 1984
- 1956 – Storstadsdjungel
- 1958 – Kathy O
- 1969 – The Minx
- 1980 – My Kidnapper, My Love (TV-film)
- 1981 – Första måndagen i oktober

## Teater
| År   | Roll        | Produktion                  | Regi         | Teater                        |
| ---- | ----------- | --------------------------- | ------------ | ----------------------------- |
| 1946 | Billie Dawn | Born Yesterday Garson Kanin | Garson Kanin | Lyceum Theatre, New York, USA |